# Austrosimulium laticorne
Austrosimulium laticorne är en tvåvingeart som beskrevs av Tonnior 1925. Austrosimulium laticorne ingår i släktet Austrosimulium och familjen knott. Inga underarter finns listade i Catalogue of Life.